# Kratzhammer

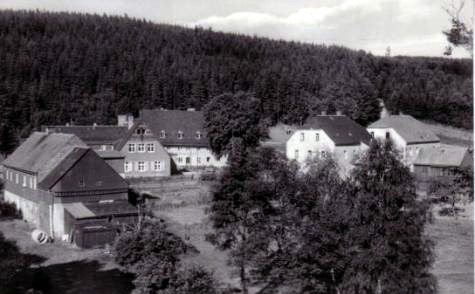
Kratzhammer um 1966

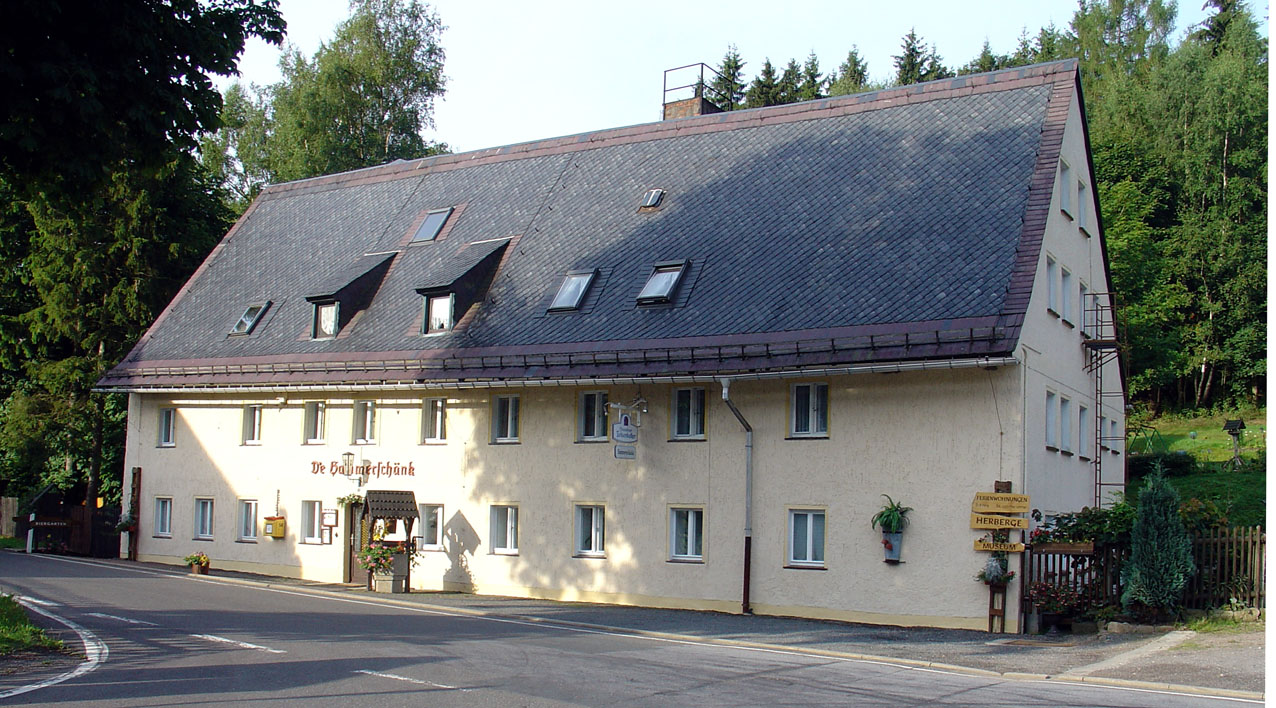
De Hammerschänk

Kratzhammer ist ein Ortsteil von Altenberg im Erzgebirge.
Die als Werkweiler angelegte Siedlung wurde 1875 als Vorstadt von Lauenstein bezeichnet. Bereits 1791 wurde eine Siedlung namens Cratza erwähnt. Der Name Kratzhammer, der ab 1875 verwendet wurde, kommt von einem Hammerwerk (Pochwerk) mit seiner Schmelzhütte, in dem das schon grob verarbeitete, noch erzhaltige Gestein (das Krätz oder Gekrätz = die Abfälle) weiterverarbeitet wurde, eben das letzte herausgeholt (gekratzt) wurde. Später wurde die Hammermühle als Fleischerei und Gaststätte genutzt: erlaubt dem freien Lehngut mit Gerechtigkeit, zu backen, schlachten, Wein und Bier zu schenken. Anschließend wurde daraus ein Betriebsferienheim und zu DDR-Zeiten wurden im Saal Maschinen aufgestellt, an denen mosambikanische Forstlehrlinge arbeiteten. Nach der Wende wurden die Maschinen abgebaut, der Saal wieder genutzt, dann zogen für einige Zeit Spätaussiedler ein. Erhalten sind jetzt noch die Gaststätte und die Gedenkstube für George Bähr.
Der Ort war zum Amt Pirna gehörig. Zwischen 1856 und 1875 war Kratzhammer zum Gerichtsamt Lauenstein gehörig, danach zur Amtshauptmannschaft Dippoldiswalde. 1952 wurde der Ort Teil des aus der Amtshauptmannschaft hervorgegangenen Kreises Dippoldiswalde, der 1994 in den Weißeritzkreis überging. 1956 wurde Kratzhammer auf eigenen Wunsch ein Ortsteil von Fürstenwalde, da die Amtswege nach Fürstenwalde kürzer als bis nach Lauenstein waren. Seitdem Fürstenwalde 1994 durch die Gemeindefusion ein Teil von Geising wurde, gehörte auch Kratzhammer zu dieser Stadt. Geising wurde zum 1. Januar 2011 nach Altenberg eingemeindet.
Kratzhammer war nach Lauenstein gepfarrt. Im Jahr 1834 lebten hier 39 Menschen, 1871 waren es 54.

## Museen, Sehenswürdigkeiten
- Naturschutzgroßprojekt Bergwiesen im Osterzgebirge
- Gedenkstube für George Bähr und die Dresdner Frauenkirche in der Hammerschänke

## Freizeit und Sport
- Badeteich im Unterdorf, nahe Kratzhammer
- Bowlingbahn in Kratzhammer
- Fußballplätze in Kratzhammer und zwischen Oberdorf und Müglitz (außerorts am Wald gelegen)
- beliebter Kletterfels „Grafenstein“ zwischen Kratzhammer und dem Hochwasserrückhaltebecken Lauenstein